# Prima Divisione Lazio 1947-1948
La Prima Divisione fu il massimo campionato regionale di calcio disputato nel Lazio nella stagione 1947-1948.

## Girone A

### Squadre partecipanti
| Squadra                            | Città (provincia)     | Stagione precedente |
| ---------------------------------- | --------------------- | ------------------- |
| G.C. A.T.A.C.                      | Roma                  |                     |
| S.S. Artiglio                      | Roma                  |                     |
| G.S. Benzoni                       | Roma                  |                     |
| C.R.A.L. Borgo Mattatoio           | Roma                  |                     |
| G.S. Celere                        | Roma                  |                     |
| S.S. Civitavecchiese (B = riserve) | Civitavecchia (Roma)  |                     |
| G.S. Fiumicino                     | Fiumicino (Roma)      |                     |
| S.S. Fratelli Ferri                | Roma                  |                     |
| C.R.A.L. Az.Agr. Maccarese         | Maccarese (Roma)      |                     |
| Murialdospes                       | Albano Laziale (Roma) |                     |
| G.S. O.M.I.                        | Roma                  |                     |
| U.S. Ostia Mare                    | Roma-Ostia            |                     |
| Rinascita                          | Roma                  |                     |
| S.S. Romana Elettricità            | Roma                  |                     |
| S.S. Torpignattara                 | Roma                  |                     |
| C.S. Trionfale                     | Roma                  |                     |

### Classifica finale
|  | Pos. | Squadra            | Pt       | G  | V  | N | P  | GF | GS | DR  |
|  | ---- | ------------------ | -------- | -- | -- | - | -- | -- | -- | --- |
|  | 1.   | Torpignattara      | 42       | 28 | 18 | 6 | 4  | 57 | 25 | +32 |
|  | 2.   | Artiglio           | 41       | 28 | 18 | 5 | 5  | 52 | 23 | +29 |
|  | 2.   | Rinascita          | 41       | 28 | 17 | 7 | 4  | 64 | 30 | +34 |
|  | 4.   | ATAC               | 35       | 28 | 16 | 3 | 9  | 49 | 31 | +18 |
|  | 5.   | Romana Elettricità | 34       | 28 | 14 | 6 | 8  | 35 | 24 | +11 |
|  | 6.   | Maccarese          | 35       | 28 | 13 | 9 | 6  | 43 | 28 | +15 |
|  | 7.   | Celere             | 33       | 28 | 15 | 3 | 10 | 50 | 25 | +25 |
|  | 8.   | Fratelli Ferri     | 29       | 28 | 11 | 7 | 10 | 54 | 43 | +11 |
|  | 9.   | Murialdospes       | 27       | 28 | 11 | 5 | 12 | 37 | 47 | -10 |
|  | 10.  | OMI Roma           | 19       | 28 | 6  | 7 | 15 | 26 | 48 | -22 |
|  | 11.  | Ostia Mare         | 18       | 28 | 7  | 4 | 17 | 34 | 66 | -32 |
|  | 11.  | Benzoni (-1)       | 18       | 28 | 6  | 7 | 15 | 27 | 53 | -26 |
|  | 13.  | Fiumicino          | 17       | 28 | 5  | 7 | 16 | 28 | 50 | -22 |
|  | 14.  | Trionfale          | 16       | 28 | 6  | 4 | 18 | 29 | 59 | -30 |
|  | 15.  | Borgo Mattatoio    | 14       | 28 | 3  | 8 | 17 | 26 | 59 | -33 |
|  | --   | Civitavecchiese B  | Ritirato |    |    |   |    |    |    |     |

Legenda:
      Ammesso alle finali per la promozione in Promozione 1948-1949.
      Retrocesso in Seconda Divisione.
      Ritirato dal campionato.
  Non iscritto la stagione successiva.
Regolamento:
Due punti a vittoria, uno a pareggio, zero a sconfitta.
Pari merito in caso di pari punti.
Note:
Il Benzoni ha scontato 1 punto di penalizzazione per una rinuncia.
Trionfale fusasi con la promuovenda Minerva nel Trionfalminerva.
La Civitavecchiese rinunciò ad istituire una squadra riserve.

## Girone B

### Squadre partecipanti
| Squadra                   | Città (provincia)   | Stagione precedente |
| ------------------------- | ------------------- | ------------------- |
| S.S. Braccianese          | Bracciano (Roma)    |                     |
| C.U.S. Roma               | Roma                |                     |
| S.S. Centocelle           | Roma                |                     |
| G.S. Az. F.A.T.M.E.       | Roma                |                     |
| G.S. Ferrovieri           | Roma                |                     |
| G.S. Frascati             | Frascati (Roma)     |                     |
| S.G.S Fortitudo           | Roma                |                     |
| S.S. Ludovisi             | Roma                |                     |
| A.S. Marino               | Marino (Roma)       |                     |
| Pol. Monterotondo         | Monterotondo (Roma) |                     |
| Porta Maggiore            | Roma                |                     |
| A.S. Portuense            | Roma                |                     |
| S.S. Romulea              | Roma                |                     |
| S.S. Tirreno Libertas     | Roma                |                     |
| S.S. Tivoli (B = riserve) | Tivoli (Roma)       |                     |

### Classifica finale
|  | Pos. | Squadra          | Pt | G  | V | N | P | GF | GS | DR |
|  | ---- | ---------------- | -- | -- | - | - | - | -- | -- | -- |
|  | 1.   | Frascati         | 44 | 28 |   |   |   |    |    |    |
|  | 2.   | Romulea          | 41 | 27 |   |   |   |    |    |    |
|  | 2.   | Fortitudo        | 41 | 28 |   |   |   |    |    |    |
|  | 4.   | Marino           | 40 | 28 |   |   |   |    |    |    |
|  | 5.   | Braccianese      | 33 | 28 |   |   |   |    |    |    |
|  | 6.   | Monterotondo     | 32 | 28 |   |   |   |    |    |    |
|  | 7.   | Tirreno Libertas | 31 | 28 |   |   |   |    |    |    |
|  | 8.   | Portuense        | 30 | 28 |   |   |   |    |    |    |
|  | 9.   | Centocelle       | 24 | 28 |   |   |   |    |    |    |
|  | 10.  | FATME            | 23 | 27 |   |   |   |    |    |    |
|  | 11.  | Tivoli B         | 21 | 27 |   |   |   |    |    |    |
|  | 12.  | Porta Maggiore   | 20 | 27 |   |   |   |    |    |    |
|  | 13.  | Ferrovieri       | 18 | 28 |   |   |   |    |    |    |
|  | 14.  | Ludovisi         | 17 | 28 |   |   |   |    |    |    |
|  | 15.  | CUS Roma (-2)    | 0  | 28 |   |   |   |    |    |    |

Legenda:
      Promosso in Promozione 1948-1949.
      Ammesso alle finali per la promozione in Promozione 1948-1949.
      Retrocesso in Seconda Divisione.
  Non iscritto la stagione successiva.
Regolamento:
Due punti a vittoria, uno a pareggio, zero a sconfitta.
Pari merito in caso di pari punti.
Note:
CUS Roma ha scontato 2 punti di penalizzazione per due rinunce.
Fortitudo promossa a tavolino in Promozione 1948-1949 per risarcimento antifascista.
Romulea, FATME Roma, Tivoli B e Porta Maggiore una partita in meno.
Le squadre riserve come il Tivoli B non vennero più iscritte alla categoria.

## Girone C

### Squadre partecipanti
| Squadra             | Città (provincia)       | Stagione precedente |
| ------------------- | ----------------------- | ------------------- |
| S.S. Arco-Juve      | Roma                    |                     |
| S.S. Cynthia        | Genzano di Roma (Roma)  |                     |
| Deposito Locomotive | Roma                    |                     |
| Genio Civile        | Roma                    |                     |
| S.S. Humanitas      | Roma                    |                     |
| S.S. Italia Nova    | Roma                    |                     |
| G.S. Libertas       | Tivoli (Roma)           |                     |
| C.S. Minerva        | Roma                    |                     |
| G.S. Montecatini    | Roma                    |                     |
| S.S. Monte Mario    | Roma                    |                     |
| U.S. Palombara      | Palombara Sabina (Roma) |                     |
| G.S. Rinascimento   | Roma                    |                     |
| S.S. Romana Gas     | Roma                    |                     |
| A.S. Tuscolana      | Frascati (Roma)         |                     |
| S.S. Vivace         | Grottaferrata (Roma)    |                     |

### Classifica finale
|  | Pos. | Squadra             | Pt | G  | V | N | P | GF | GS | DR |
|  | ---- | ------------------- | -- | -- | - | - | - | -- | -- | -- |
|  | 1.   | Romana Gas          | 43 | 27 |   |   |   |    |    |    |
|  | 2.   | Humanitas           | 41 | 28 |   |   |   |    |    |    |
|  | 3.   | Minerva             | 38 | 28 |   |   |   |    |    |    |
|  | 4.   | Deposito Locomotive | 36 | 28 |   |   |   |    |    |    |
|  | 4.   | Arco-Juve           | 36 | 28 |   |   |   |    |    |    |
|  | 6.   | Monte Mario         | 34 | 28 |   |   |   |    |    |    |
|  | 7.   | Vivace              | 33 | 27 |   |   |   |    |    |    |
|  | 8.   | Montecatini         | 32 | 28 |   |   |   |    |    |    |
|  | 9.   | Genio Civile        | 31 | 28 |   |   |   |    |    |    |
|  | 10.  | Rinascimento        | 29 | 28 |   |   |   |    |    |    |
|  | 11.  | Italia Nova         | 20 | 28 |   |   |   |    |    |    |
|  | 12.  | Libertas Tivoli     | 13 | 28 |   |   |   |    |    |    |
|  | 13.  | Palombara (-1)      | 12 | 28 |   |   |   |    |    |    |
|  | 14.  | Tuscolana           | 10 | 28 |   |   |   |    |    |    |
|  | 15.  | Cynthia (-1)        | 6  | 28 |   |   |   |    |    |    |

Legenda:
      Promosso in Promozione 1948-1949.
      Ammesso alle finali per la promozione in Promozione 1948-1949.
  Non iscritto la stagione successiva.
  Retrocesso e successivamente riammesso.
Regolamento:
Due punti a vittoria, uno a pareggio, zero a sconfitta.
Pari merito in caso di pari punti.
Note:
Palombara e Cynthia hanno scontato 1 punto di penalizzazione per una rinuncia.
Minerva promossa a tavolino in Promozione 1948-1949 per scelta federale.
Tuscolana fallita e radiata dalla Federcalcio.
Romana Gas e Vivace Grottaferrata una partita in meno.
Cynthia ripescata dalla Lega.

## Girone D

### Squadre partecipanti
| Squadra                      | Città (provincia)   | Stagione precedente |
| ---------------------------- | ------------------- | ------------------- |
| S.S. Annunziata              | Ceccano (FR)        |                     |
| A.C. Atina                   | Atina (FR)          |                     |
| G.S. B.P.D                   | Colleferro (Roma)   |                     |
| S.S. Cassino                 | Cassino (FR)        |                     |
| A.S. Ceprano                 | Ceprano (FR)        |                     |
| A.S. Fondana                 | Fondi (LT)          |                     |
| S.S. Formia                  | Formia (LT)         |                     |
| U.S. Frosinone (B = riserve) | Frosinone           |                     |
| Pol. Gaeta                   | Gaeta (LT)          |                     |
| U.S. Isola Liri              | Isola del Liri (FR) |                     |
| A.S. Pontecorvo              | Pontecorvo (FR)     |                     |
| Pontinia                     | Pontinia (LT)       |                     |
| A.S. Priverno                | Priverno (LT)       |                     |
| G.S. Sezze                   | Sezze (LT)          |                     |
| U.S. Sora (B = riserve)      | Sora (FR)           |                     |

### Classifica finale
|  | Pos. | Squadra        | Pt       | G  | V | N | P | GF | GS | DR |
|  | ---- | -------------- | -------- | -- | - | - | - | -- | -- | -- |
|  | 1.   | Formia         | 34       | 24 |   |   |   |    |    |    |
|  | 2.   | Pontecorvo     | 29       | 24 |   |   |   |    |    |    |
|  | 3.   | Gaeta          | 28       | 24 |   |   |   |    |    |    |
|  | 4.   | Priverno       | 27       | 24 |   |   |   |    |    |    |
|  | 5.   | Ceprano        | 26       | 24 |   |   |   |    |    |    |
|  | 5.   | Sezze          | 26       | 24 |   |   |   |    |    |    |
|  | 7.   | Annunziata     | 25       | 24 |   |   |   |    |    |    |
|  | 8.   | BPD Colleferro | 24       | 24 |   |   |   |    |    |    |
|  | 9.   | Fondana        | 23       | 24 |   |   |   |    |    |    |
|  | 10.  | Cassino        | 20       | 24 |   |   |   |    |    |    |
|  | 11.  | Frosinone B    | 19       | 24 |   |   |   |    |    |    |
|  | 12.  | Isola Liri     | 18       | 24 |   |   |   |    |    |    |
|  | 13.  | Atina (-2)     | 11       | 24 |   |   |   |    |    |    |
|  | --   | Sora B         | Ritirato |    |   |   |   |    |    |    |
|  | --   | Pontinia       | Ritirato |    |   |   |   |    |    |    |

Legenda:
      Promosso in Promozione 1948-1949.
      Ammesso alle finali per la promozione in Promozione 1948-1949.
      Retrocesso in Seconda Divisione.
      Ritirato dal campionato.
  Non iscritto la stagione successiva.
Regolamento:
Due punti a vittoria, uno a pareggio, zero a sconfitta.
Pari merito in caso di pari punti.
Note:
Atina ha scontato 2 punti di penalizzazione per due rinunce.
B.P.D. Colleferro promosso a tavolino in Promozione 1948-1949 per pregressa recente esperienza agonistica a livello interregionale.
Il Sora rinunciò ad istituire una squadra riserve.
Pontinia fallita e radiata dalla Federcalcio.
Le squadre riserve come il Frosinone B non vennero più iscritte alla categoria.

## Girone finale
|  | Pos. | Squadra       | Pt | G | V | N | P | GF | GS | DR  |
|  | ---- | ------------- | -- | - | - | - | - | -- | -- | --- |
|  | 1.   | Romana Gas    | 11 | 6 | 5 | 1 | 0 | 8  | 1  | +7  |
|  | 2.   | Formia        | 6  | 6 | 3 | 0 | 3 | 8  | 4  | +4  |
|  | 3.   | Frascati      | 5  | 6 | 2 | 3 | 3 | 11 | 8  | +3  |
|  | 4.   | Torpignattara | 2  | 6 | 1 | 0 | 5 | 2  | 16 | -14 |

Legenda:

      Promosso in Promozione 1948-1949.
      Ammesso alla qualificazione interregionale.
Regolamento:
Due punti a vittoria, uno a pareggio, zero a sconfitta.

## Qualificazione interregionale

### Seconda Lazio-Umbria
- 18 luglio, Lavoratori Terni-Formia 1-1,
- 25 luglio, Formia-Lavoratori Terni 6-0.

Verdetti
- Formia promosso in Promozione 1948-1949.